# Пигасус (политика)
Пигасус Бессмертный (Пигас, англ. Pigasus the Immortal; Свинтус в русском переводе книги Джерри Рубина «Действуй!») — поросёнок весом 66 килограммов, номинированный 23 августа 1968 года (в преддверии протестов во время съезда Демократической партии США в Чикаго) на должность президента Соединённых Штатов группой леворадикальных активистов «Международной молодёжной партии» (йиппи) во главе с Джерри Ру́бином, выступающих против войны во Вьетнаме и капиталистической системы вообще. На митинге, посвящённом выдвижению свиньи в президенты, Пигасус и несколько его сторонников были задержаны чикагскими полицейскими за нарушение общественного порядка.

## Выдвижение свиньи в президенты
Вначале Эбби Хоффман избрал на роль кандидата йиппи молочного поросёнка по имени Петуния, но Джерри Рубин потребовал выдвинуть «более стрёмного», зловонного и отталкивающего борова. Однако он не стал покупать 200-килограммового кабана, опасаясь, что он может получить инфаркт и умереть «во время произнесения речи о согласии на выдвижение»; Рубин остановил свой выбор на шестимесячном хряке, приобретённом у иллинойсского фермера за 25 долларов. Свинью окрестили «Пигас(ус)ом», что было игрой слов «pig» (свинья) и «Pegasus» (Пегас, крылатый конь в античной мифологии), отсылая таким образом к английской поговорке «When pigs fly» (дословно «Когда свиньи полетят», со значением «Когда рак на горе свистнет»). Йиппи требовали, чтобы Пигасус рассматривался в качестве законного кандидата, и чтобы ему была предоставлена государственная охрана, защита спецслужб и возможность проводить внешнеполитические брифинги в Белом доме.
Однако идея выдвижения свиньи чуть не произвела раскол в движении йиппи: некоторые из них хотели, используя лозунг «Если мы не получим свинью в Белом доме, мы можем получить её на завтрак», съесть Пигасуса на грандиозном пикнике («демократы выдвигают своего кандидата, и он ест людей, а у йиппи будет наоборот»). Однако вегетарианцы из числа йиппи отказались иметь отношение к убийству живого существа.

## Пресс-конференция и арест
Пресс-конференция по случаю выдвижения Пигасуса на пост президента произошла утром 23 августа 1968 года перед скульптурой Пикассо у муниципалитета Чикаго. Пигасус был доставлен на митинг в машине в сопровождении семи йиппи; ещё около 50 активистов держали символику его кампании, раздавали литературу и значки, а за всем этим наблюдали 200 зрителей, а также десять полицейских, несколько детективов и сотрудников ФБР. Появился и альтернативный кандидат. Длинноволосый и бородатый Луис Аболофиа раздавал свои предвыборные листовки — голый претендент с двумя барышнями и подписью: «Мне нечего скрывать!».
Прежде, чем Свинтус успел хрюкнуть («произнести речь»), семерых активистов, включая Джерри Рубина и известного певца и композитора Фила Окса, задержали и погрузили в полицейский автозак. Следом за ними туда забросили и Пигасуса. Семёрку йиппи, а также водителя машины обвинили в хулиганстве, арестовали и выпустили на поруки после выплаты 25 долларов за каждого. От имени своей «подопечной» свиньи те обвинили правительство США в дискриминации, потребовав разрешить жителям всей планеты голосовать на выборах президента США на том основании, что эта страна полностью контролирует земной шар.

## Судебный процесс
Пигасусу и йиппи были предъявлены обвинения в антиобщественном поведении, нарушении общественного порядка и перевозке свиньи в Чикаго. На суде адвокат защиты Уильям Канстлер обвинил Демократическую партию в том, что она делает ровно то же самое. На суде Фил Окс и многочисленные члены «Международной молодёжной партии» давали показания о серьёзности своих намерений провести избирательную кампанию Пигасуса.
Судебный процесс над йиппи освещали CBS, NBC, ABC, Washington Post, New York Times, Chicago Sun Times, телеграфные агентства AP и UPI.

## После съезда Демократической партии
Дальнейшая судьба самого Пигасуса спорна. Распространено предположение, что его съел офицер полиции. С другой стороны, Chicago Tribune 30 сентября 1968 года писала, что после взятия под стражу полицией Чикаго Пигасуса передали Обществу против жестокого обращения с животными, которое выпустило его на ферме в Грейслейке, штат Иллинойс.
Вскоре полицейские задержали ещё одну свинью — Пигги-Уигги, объявленную супругой Пигасуса: «под визг и хохот и её тоже поймали 6 копов, долго гонявшихся за хрюшкой по лужайке». Йиппи также использовали новых свиней в роли «кандидата Пигасуса», представляя их на митингах в Сан-Франциско, в Нью-Йорке и даже в Лондоне (по словам Джерри Рубина, «свиньи совсем как демократы и республиканцы: одна ничем не хуже другой»).

Кое-кто говорит, что йиппи — это пародия. Но кто был большей пародией, Свинтус или Маккарти? Маккарти велел нам подстричься и вернуться в систему, чтобы проголосовать за него и закончить войну.
Это не сработало, Маккарти пролетел и попросил всех своих сторонников отдать голоса за Хамфри.
Свинтус, верный своему слову, не поддерживал ни одну другую свинью.

Через пять месяцев после старта «избирательной кампании» Пигасуса, во время инаугурации президента Ричарда Никсона, йиппи провели собственную церемонию инаугурации «президента Пигасуса».
Джерри Рубин писал, что йиппи, пройдя с Пигасусом «немалый отрезок жизненного пути, включая арест и ущемление гражданских прав», полюбили его как своего и нашли распространённое в кругах американских радикалов название полицейских «свиньями» оскорбительным для животных:

Мы оскорбляем четвероногих друзей, называя полицейских свиньями. Четвероногие свиньи совершенно безобидны и уж точно не садисты. Они просто любят валяться в собственном дерьме и кушать его. Они — гедонисты с плохими вкусами. Свиньи — это йиппи на более низкой ступени эволюции.

Спустя десятилетия некрологи Денниса Дэлримпла, Эбби Хоффмана и Джерри Рубина в New York Times отмечали выдвижение кандидатуры Пигасуса во время конвенции Демократической партии 1968 года в качестве выдающегося события в истории политического театра. Один из лидеров «Студентов за демократическое общество» Дон Миллер писал в «New York Free Press»:

Кто знает, может, историки когда-нибудь сочтут началом Второй Американской революции события конца августа 1968 года в чикагском Линкольн-парке, когда республиканцы, демократы и йиппи одновременно выдвинули кандидатами в президенты свиней — каждый свою.